# Wetargylling
Wetargylling (Oriolus finschi) är en fågelart i familjen gyllingar inom ordningen tättingar.

## Utbredning och systematik
Den betraktades tidigare som en underart av timorgylling (Oriolus melanotis), men urskiljs sedan 2016 som egen art av Birdlife International och IUCN, sedan 2021 även av tongivande International Ornithological Congress (IOC). Fågeln förekommer enbart på ön Wetar i Små Sundaöarna.

## Status
Den placeras av IUCN i hotkategorin livskraftig.

## Namn
Fågelns vetenskapliga artnamn hedrar den tyske zoologen Otto Finsch (1839-1917).